# Vachtang VI van Kartli
Vachtang VI (Georgisch:ვახტანგ VI), uit het huis Bagrationi, was koning van Kartli (Oost-Georgië), van 1716 tot 1723. Hij was ongetwijfeld de meest belangrijke en buitengewone Kaukasische staatsman in het begin van de 18de eeuw. Hij is ook bekend als een opmerkelijk wetgever, geleerde, criticus, vertaler en dichter. Zijn regeerperiode eindigde door de Ottomaanse invasie, hij werd gedwongen om in ballingschap te gaan naar het Russische Rijk. Hij stierf als een gebroken man in Astrakan, hij kon de steun van de tsaar niet krijgen.

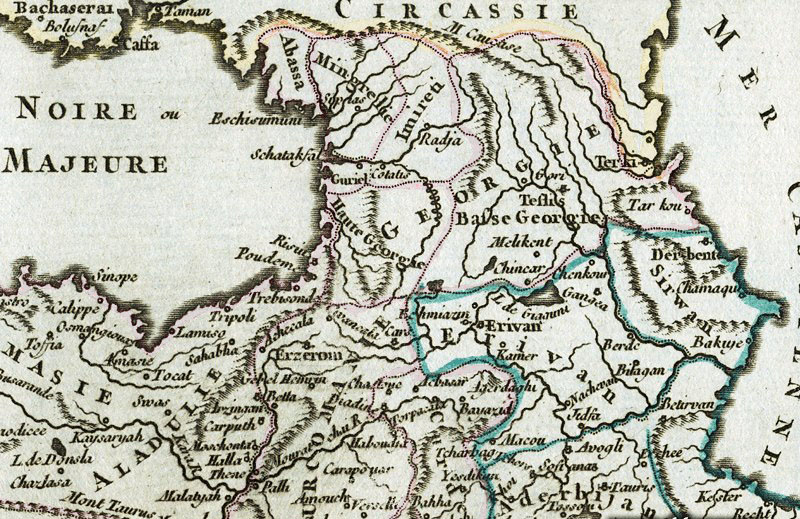
Georgië in de eerste helft van de 18e eeuw. Gilles Robert de Vaugondy, Parijs, 1748.

## Huwelijk en kinderen

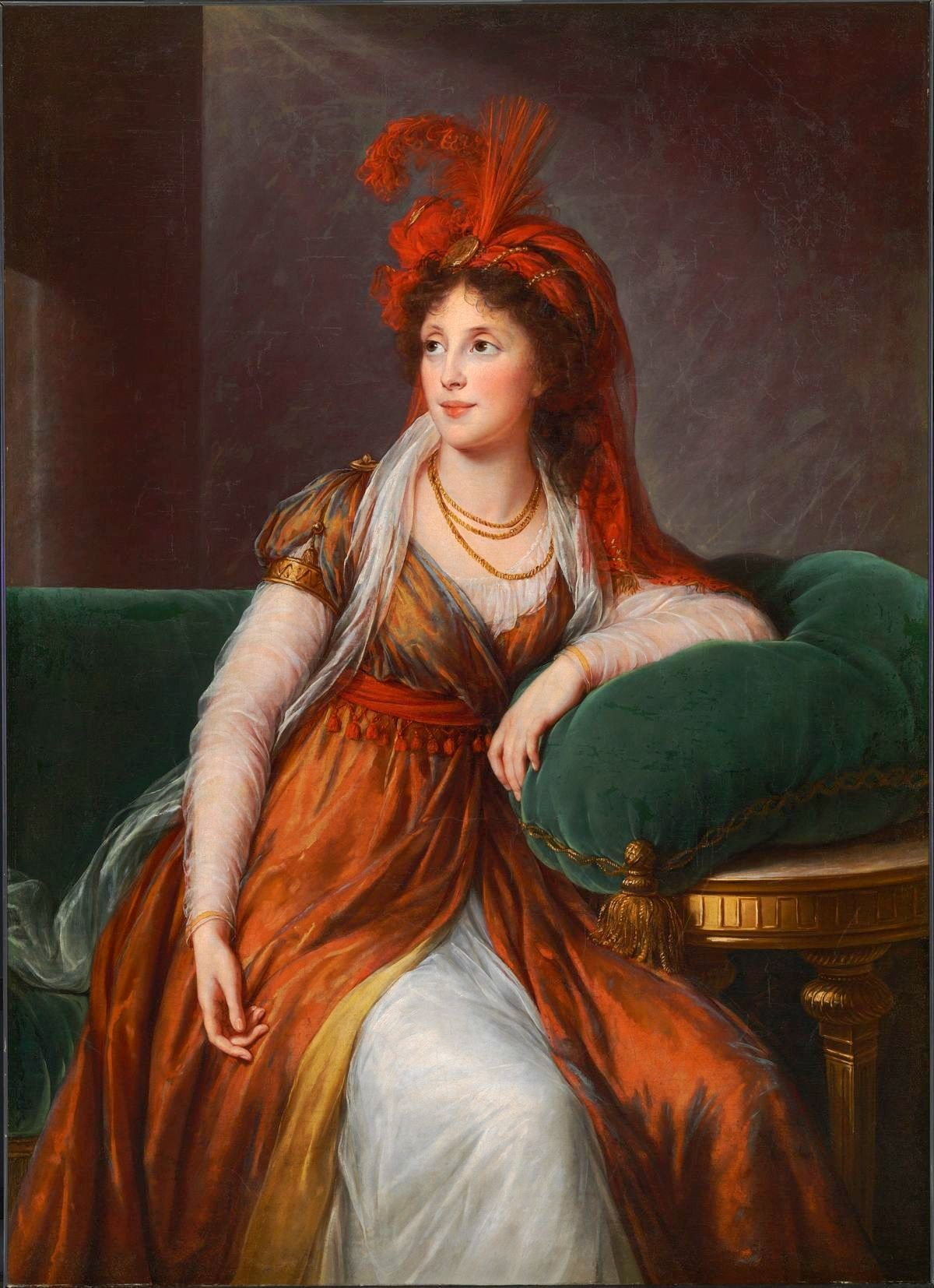
Anna Gruzinsky-Galizine, achterkleindochter van Vakhtang VI. 1797, Élisabeth Vigée-Le Brun

In 1696 trouwde hij met een Circassische prinses Roesoedan (gestorven op 30 december 1740 in Moskou). Zij waren de ouders van:
- Prins Bakar
- Prins Giorgi
- Prinses Tamar (1697-1746), die de latere koning van Kachetië en Kartlië, Teimoeraz II zou trouwen in 1712
- Prinses Anna (Anuka), trouwde in 1712 met Prins Vachusjti Abasjidze

Hij had ook verschillende onwettige kinderen:
- Prins Vachusjti
- Prins Paata